# Neoryctes galapagoensis
Neoryctes galapagoensis är en skalbaggsart som beskrevs av Waterhouse 1845. Neoryctes galapagoensis ingår i släktet Neoryctes och familjen Dynastidae. Inga underarter finns listade i Catalogue of Life.